# Doto hystrix
Doto hystrix är en snäckart som beskrevs av Picton och Brown 1981. Doto hystrix ingår i släktet Doto och familjen Dotoidae. Inga underarter finns listade i Catalogue of Life.